# Mohammad Bagheri

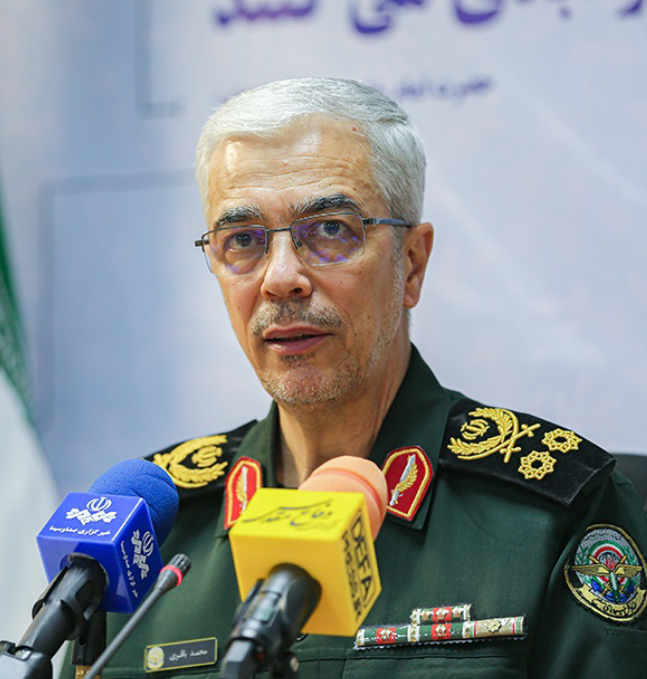
Mohammad Bagheri, 2022

Mohammad Bagheri (persisch محمد باقری; geboren 1960 in Teheran als Mohammad-Hossein Afshordi, persisch محمدحسین افشردی; gestorben am 13. Juni 2025 ebenda) war ein iranischer Offizier im Islamischen Revolutionskorps (IRGC) und Generalstabschef der Streitkräfte der Islamischen Republik Iran. Als Chef des Generalstabs der iranischen Streitkräfte koordinierte Bagheri die Aktivitäten der regulären Armee und der Revolutionsgarde.

## Karriere
Bagheri war Militärgeheimdienstexperte mit Erfahrung, die bis zum Iran-Irak-Krieg zurückreichte. Er hatte einen Doktortitel in politischer Geographie und soll an der Supreme National Defense University of Iran unterrichtet haben. Im Jahr 1980 trat er dem IRGC bei.
Mohammad Bagheri und andere Kommandeure, darunter Mohammad Ali Jafari, Ali Fadavi und Gholam Ali Rashid, waren Mitglieder einer Gruppe, die vom American Enterprise Institute (AEI) als IRGC-Kommandonetzwerk identifiziert wurde. Laut dem Critical Threats Project des AEI „dominiert die Gruppe die oberen Ränge des iranischen Militärs und kontrolliert Planung, Operationen, Nachrichtendienste, verdeckte und irreguläre Kriegsführung sowie innere Sicherheit.“ Er wurde am 28. Juni 2016 von seiner vorherigen Position als stellvertretender Stabschef für Nachrichtendienst und Operationen im Generalstab der Streitkräfte der Islamischen Republik Iran befördert und ersetzte Hassan Firouzabadi.

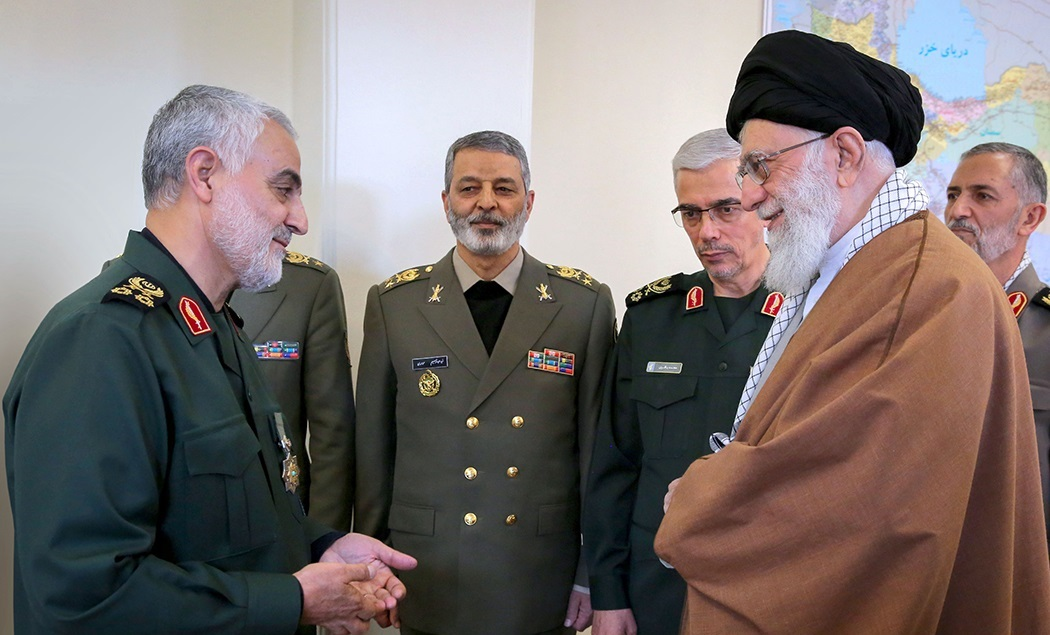
Bagheri mit Qasem Soleimani, Abdolrahim Mousavi und dem Ajatollah Ali Khamenei am 11. März 2019

Im Oktober 2017 besuchte er iranische Truppen im Gouvernement Aleppo im Norden Syriens.
Im Februar 2022 verkündete Bagheri laut Reuters, dass die Islamische Republik Iran ihr ballistisches Raketenprogramm sowohl „in Bezug auf Menge als auch Qualität“ weiter vorantreiben werde.
Am 21. Oktober 2022 verkündete eine Pressemitteilung des Weißen Hauses, dass iranische Truppen auf der Krim dabei helfen würden, Russland bei Drohnenangriffen zu unterstützen. Bagheri war der Kommandeur, der die iranischen Armeegliederungen beaufsichtigte, die Russland mit Drohnen versorgten.
Am 3. Dezember 2023 deutete er während Treffen in Bagdad an, dass Iran sich direkt in die Eskalation mit den Vereinigten Staaten einbringen könnte, um die Bemühungen zur Vertreibung der US-Truppen zu unterstützen.
Am 13. Juni 2025 wurde Bagheri zusammen mit dem Befehlshaber der Iranischen Revolutionsgarde Hussein Salami bei einem gezielten Angriff der israelischen Truppen auf das Hauptquartier der Revolutionsgarde getötet.

## Privatleben
Sein älterer Bruder, Hasan Bagheri, war ein Kommandeur im Iran-Irak-Krieg.